# کنجی ساوادا
کنجی ساوادا (به ژاپنی: 沢田 研二 Sawada Kenji) یک خواننده، آهنگساز، ترانه سرا و هنرپیشه اهل ژاپن است، بیشتر برای خوانندگی برای گروه راک ژاپنی ببرها شناخته می‌شود. از فیلم‌های او می‌توان به حلول سامورایی و تورا-سان، کارشناس اشاره کرد. کنجی ساوادا در ایران با ایفای نقش "استاد ماتسونومی" در مجموعه داستان زندگی شناخته شده است. او همسر یوکو تاناکا بازیگر (نقش اوشین) است.